# 2・0・1・2
『2・0・1・2』（に・ぜろ・いち・に）は、LOUDNESS通算25枚目のアルバム。2012年8月22日発売。
発売元は徳間ジャパンコミュニケーションズ。

## 解説
結成31周年を迎えた日本のHR/HMバンドLOUDNESSの日本で25枚目のアルバム。
初回生産限定分のみボーナスディスクがついた2枚組。
タイトルについて、高崎はまだ何もでき上っていない時から2012がいいと言っており、その理由として「自分たちにとって何が大事なのかをしっかりと見据える時が来ている」と語った。また2012年はいろんな意味で生まれ変わる年、大きな節目の年であり、日本人として、人間として、大事なものとは何かをメッセージできたらいいとも語った。
歌詞について二井原は、エネルギーを求めて起こす人の争いや、人間はどこへ行くのか、今の年齢になりおぼろげに分かってきた人生とは何かを歌詞にしたと語った。さらに死ぬまでにロニー・ジェイムス・ディオに捧げるべき歌を書くべきだと考えており、2012年とは関係がないが7曲目の「The Voice of Metal」でディオのことを歌わせてくれるように頼んだとも語った。またインタヴュアーに“死”について書かれた歌詞も多いと言われ、先のことは気にせずに、今好きなことを一生懸命にやって、持っている命を大事にしようと歌いたかったと語った。
2011年末には曲作りを始め、レコーディングを開始した2012年3月には20曲相当のリフがあったと語った。当初はモダンな方向であったが音を出し始めたらデビュー当初の攻撃的なサウンドというコンセプトを目指すべきであると思い、新たに付け足した曲もあるとも語った。そして高崎は、何より重視したのは現在もっている熱いロック・スピリットを世界のロック・ファンに伝えることであり、LOUDNESSの真髄を表現するためにシンプルかつナチュラルでラウドな作品像を目指したと語った。
ジャケットについて高崎は、「福島の危険区域の中では、犬とイノシシの間で生まれた動物が自然に生まれているんです。その写真をジャケットに持ってきて、インナースリーブでは被災地で綺麗に咲いた桜の写真もあるんです。リリックも含めて、すごくメッセージ色のある作品なんです」と語った。
アルバムリリース後の9月には東名阪ライヴがあり、その後にはアメリカでツアーを行う予定。高崎は「2012年にラウドネスは最高傑作を生み出しました。是非、ニュー・アルバム『2・0・1・2』を聴いて、ラウドネスのライヴにご参加してくれたらと思っています。ライヴ会場で会おう！」とファンへのメッセージを語った。

## 収録曲
| 全作詞: 二井原実 英訳：Takashi Kanazawa。 |                                       |                                 |                             |      |
| #                                         | タイトル                              | 作詞                            | 作曲                        | 時間 |
| 1.                                        | 「The Stronger」                      | 二井原実 英訳：Takashi Kanazawa | 高崎晃                      | 4:20 |
| 2.                                        | 「2012〜End of the Age」              | 二井原実 英訳：Takashi Kanazawa | 高崎晃                      | 5:00 |
| 3.                                        | 「Break New Ground」                  | 二井原実 英訳：Takashi Kanazawa | 高崎晃                      | 5:07 |
| 4.                                        | 「Driving Force」                     | 二井原実 英訳：Takashi Kanazawa | 高崎晃                      | 4:55 |
| 5.                                        | 「Behind The Scene」                  | 二井原実 英訳：Takashi Kanazawa | 高崎晃                      | 5:31 |
| 6.                                        | 「Bang'em Dead」                      | 二井原実 英訳：Takashi Kanazawa | 高崎晃                      | 4:07 |
| 7.                                        | 「The Voice of Metal (Song for RJD)」 | 二井原実 英訳：Takashi Kanazawa | 高崎晃                      | 4:12 |
| 8.                                        | 「Who The Hell Cares」                | 二井原実 英訳：Takashi Kanazawa | 高崎晃                      | 5:40 |
| 9.                                        | 「Spirit From The East」              | 二井原実 英訳：Takashi Kanazawa | 高崎晃                      | 2:18 |
| 10.                                       | 「Memento Mori」                      | 二井原実 英訳：Takashi Kanazawa | 山下昌良                    | 4:38 |
| 11.                                       | 「Out Of The Space」                  | 二井原実 英訳：Takashi Kanazawa | 高崎晃 & Masatoshi sakimoto | 1:51 |
| 合計時間:                                 | 合計時間:                             | 合計時間:                       | 47:35                       |      |

| #         | タイトル             | 作詞      | 作曲   | 時間 |
| --------- | -------------------- | --------- | ------ | ---- |
| 1.        | 「Deep-Six The Law」 |           | 高崎晃 | 6:00 |
| 合計時間: | 合計時間:            | 合計時間: | 6:00   |      |

## クレジット
表記は歌詞カードに準じる

## 参加ミュージシャン
- 二井原実 - ボーカル
- 高崎晃 - ギター、キーボード
- 山下昌良 - ベース
- 鈴木政行 - ドラム

- Recorded & Mixed by Masatoshi sakimoto
- Mixed at osaka school of music
- Mastered by Manfred melchior

- Tech：Takayuki hyogo
- Hair make：Aya
- Transport：Weed's
- Art work：Hiroyuki imasaki
- Photo：Takashi matsuda

## 品番
- TKCA-73810